# Második zrínyiújvári csata
A Zrínyiújvári csata Zrínyiújvár előtt végbement ütközet egy magyar-horvát és egy török-tatár csapat között 1663. november 27-én.
Zrínyi Miklós a Csallóközben októberben megverte a váradi pasát, s a Dél-Dunántúl területén folytatott hadműveleteket, ezért Köprülü Ahmed nagyvezír Érsekújvár elfoglalása után a környékről összevont török erőket tatár hadtesteket Zrínyiújvár ellen küldte, amelynek akciója kudarcba fulladt. Zrínyi Miklós és Zrínyi Péter szétverte őket.